# Народний фронт Полтавщини
Народний Фронт Полтавщини — українська націоналістична організація, створена наприкінці 2011 року у Полтаві. Голова організації — Станіслав Тодоров Пєєв.

## Історія
Історія НФП розпочалася з формування у Полтаві осередку громадської організації «Патріот України» у 2007 році. На його основі у 2011 році було створено Народний Фронт Полтавщини, зареєстрований у міністерстві юстиції 14 вересня 2013. До політради організації входили Станіслав Пєєв, Андрій Олійник та Ярослав Улинець. Восени 2014 року в організації стався розкол, під час якого організацію залишили члени політради Андрій Олійник та Ярослав Улинець.

## Діяльність
На рахунку Народного Фронту Полтавщини низка історико-культурних заходів і суспільних акцій, як-от Марші на честь Української Повстанської Армії, хода на честь дня народження гетьмана Івана Мазепи, на згадку Максима Чайки, пам'яті Героїв бою під Крутами, а також відвідування дитячих інтернатів, вечори української мови, культури та музики тощо. Народний Фронт Полтавщини активно виступає проти пропаганди ЛГБТ. НФП брав активну участь у Євромайдані. 1 лютого 2014 року Станіслава Пєєва разом з іншим активістом Євромайдану Олегом Голтвянським затримала міліція в Полтаві. Пєєва було звільнено того ж дня, а Голтвянського декількома днями пізніше.
14 квітня активістів НФП, які намагалися у складі групи Правого сектора прорватися у Харків на допомогу прихильникам Харківського Євромайдану, затримали та побили співробітники міліції в Чутовому. Після розколу у верхівці організації більша частина активістів НФП на чолі зі Станіславом Пєєвим влилася до складу Національного корпусу.